# مارتین لارسن
مارتین لارسن (انگلیسی: Martin Laursen؛ زادهٔ ۲۶ ژوئیهٔ ۱۹۷۷) یک بازیکن فوتبال اهل دانمارک است.
وی همچنین در تیم ملی فوتبال دانمارک بازی کرده‌است.